# 18 Tracks
Albums de Bruce Springsteen
Tracks
(1998) Live in New York City
(2001)
18 Tracks est une compilation de Bruce Springsteen, sortie le 13 avril 1999, sous le label Columbia Records.

## Liste des titres
| 1.    | Growin' Up                        | 2:38 |
| 2.    | Seaside Bar Song                  | 3:33 |
| 3.    | Rendezvous                        | 2:48 |
| 4.    | Hearts Of Stone                   | 4:29 |
| 5.    | Where The Bands Are               | 3:43 |
| 6.    | Loose Ends                        | 4:00 |
| 7.    | I Wanna Be With You               | 3:21 |
| 8.    | Born In The U.S.A. (Demo Version) | 3:10 |
| 9.    | My Love Will Not Let You Down     | 4:24 |
| 10.   | Lion's Den                        | 2:18 |
| 11.   | Pink Cadillac                     | 3:33 |
| 12.   | Janey Don't You Lose Heart        | 3:24 |
| 13.   | Sad Eyes                          | 3:47 |
| 14.   | Part Man, Part Monkey             | 4:28 |
| 15.   | Trouble River                     | 4:18 |
| 16.   | Brothers under the Bridge         | 4:55 |
| 17.   | The Fever                         | 7:35 |
| 18.   | The Promise                       | 4:48 |
| 71:12 |                                   |      |